# Naturschutzgebiet Nebel
Koordinaten: 53° 40′ 59,2″ N, 12° 21′ 11,2″ O

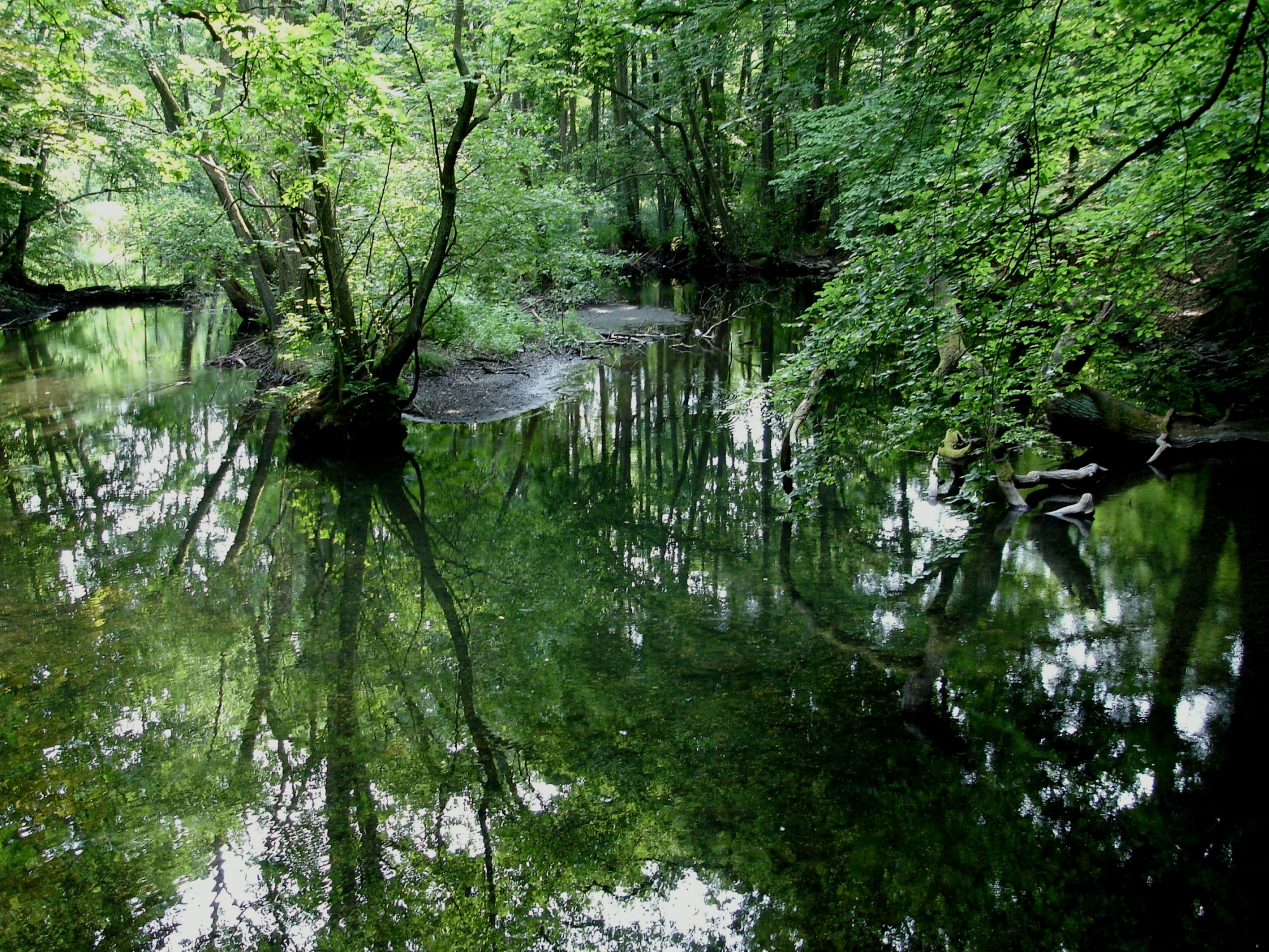
Naturschutzgebiet Nebel

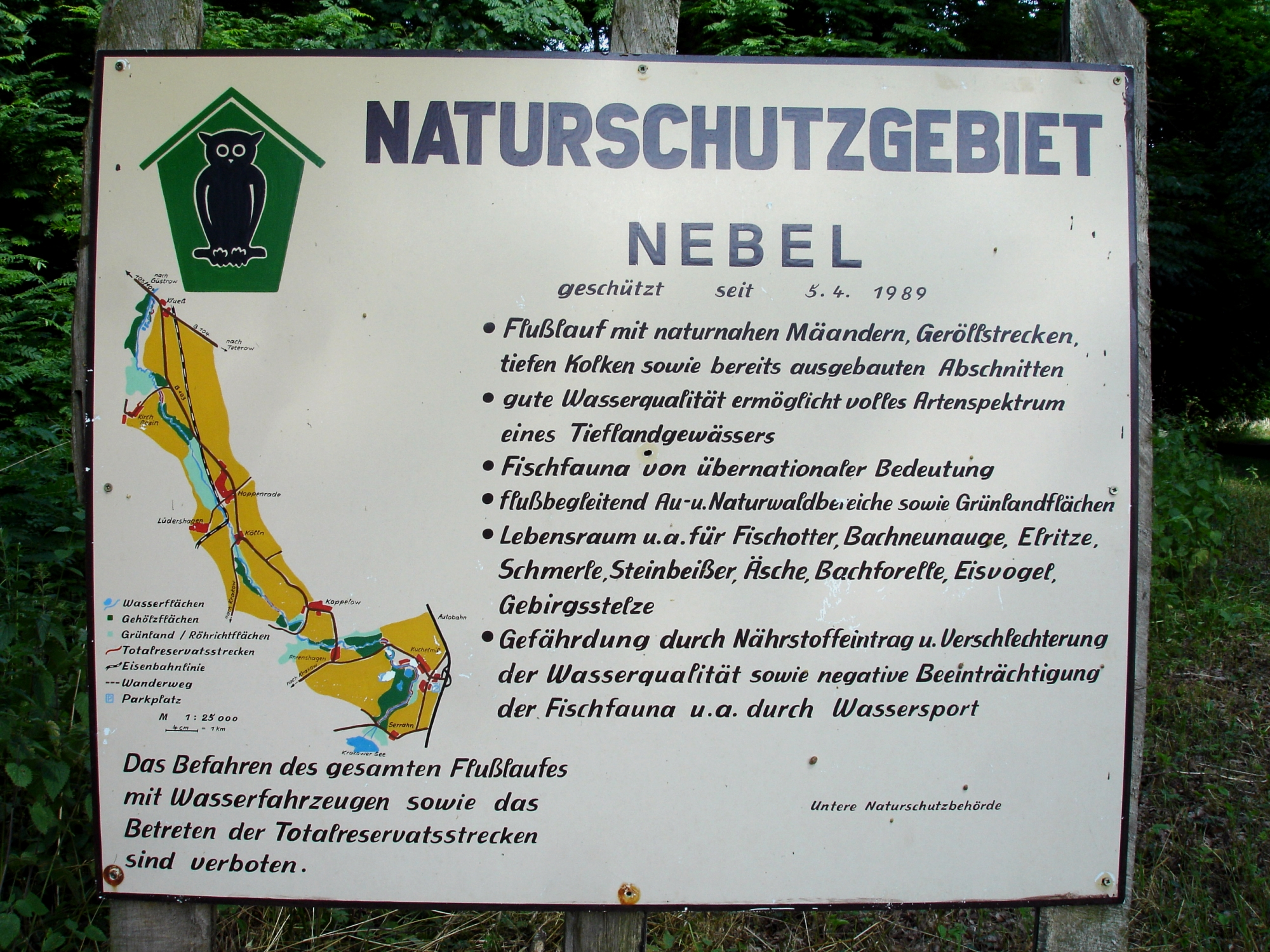
Informationstafel

Das Naturschutzgebiet Nebel ist ein 846 Hektar umfassendes Naturschutzgebiet in Mecklenburg-Vorpommern zwischen den Orten Kuchelmiß, Hoppenrade und Klueß. Die Ausweisung erfolgte am 5. April 1989 mit einer Erweiterung im Jahr 1995 und hat zum Ziel einen weitgehend unverbauten Talabschnitt des Fließgewässers Nebel auf 18 Kilometer Länge und der angrenzenden Wald- und Wiesenflächen zu erhalten. Der Gebietszustand wird als gut eingestuft, da die natürliche Dynamik des Gewässers erhalten blieb bzw. nach Renaturierungsarbeiten der vergangenen Jahre wiederhergestellt wurde. Wichtig ist auch in Zukunft die Minimierung von Nährstoff- und Schadstoffeinträgen aus Siedlungen sowie landwirtschaftlich und fischereilich genutzten Flächen, um eine ungestörte Entwicklung zu ermöglichen. Mehrere Wanderwege ermöglichen eine touristische Erschließung. Sehenswert ist die Wassermühle bei Kuchelmiß und das Durchbruchstal nördlich des Krakower Sees.
Von der Europäischen Union wurden die Flächen als FFH-Gebiet und Vogelschutzgebiet eingestuft und so in das Netzwerk Natura 2000 aufgenommen.

## Geschichte
Die Nebel entstand im Rahmen der letzten Vereisung vor über 10.000 Jahren als Abflussbahn des Schmelzwassers. Die Dynamik des Gewässers führte zum Durchbruch der Endmoräne der Pommerschen Eisrandlage und bildete das heutige Durchbruchstal aus. Mönche legten bei Serrahn Fischteiche an, welche bis in DDR-Zeiten genutzt wurden. Das für einen Flachlandfluss starke Gefälle erlaubte den Betrieb von bis zu vier Wassermühlen. Auf den Niedermoorflächen wurde Torf und Raseneisenerz abgebaut. Die Wiebekingsche Karte aus dem Jahr 1786 belegt Acker- und Forstwirtschaft auf Mineralböden sowie Wiesen- und Weidennutzung auf den Moorstandorten. Die heutige Bewirtschaftung beschränkt sich auf extensive Weidenutzung. Feuchtere Standorte liegen ungenutzt.

## Pflanzen- und Tierwelt
Bachbegleitend sind schilf- und seggenreiche Feuchtwiesen und Erlenbruchwälder zu finden.
Die Nebel ist Lebens- und Reproduktionsraum besonders geschützter und stark gefährdeter Fisch- und Vogelarten, Libellen, Muscheln, Schnecken, Krebse, Lurchen und zahlreicher Pflanzenarten. Die hohe Fließgeschwindigkeit und die gute Gewässergüte führen zum Vorkommen von Fischarten wie Neunauge, Elritze, Schmerle, Steinbeißer, Äsche und Bachforelle. Im Gebiet brüten Eisvogel, Wasseramsel, Schlagschwirl und Gebirgsstelze.